# Thomas Schilders
Thomas Schilders (Tilburg, 18 januari 1995) is een Nederlands voetballer die bij voorkeur als aanvaller speelt.

## Loopbaan
In de zomer van 2015 maakte hij de overstap van de jeugd van Willem II naar Helmond Sport. Hij speelde in het seizoen 2015/16 in totaal 27 competitiewedstrijden in de Eerste divisie. In het seizoen 2015/16 speelde Schilders in de Derde divisie zondag voor JVC Cuijk. Hierna kwam hij uit voor VV Dongen op hetzelfde niveau. In het seizoen 2019/20 speelt hij in België voor KFC Turnhout in de Derde klasse amateurs VV B. Vanaf medio 2020 gaat hij voor Achilles Veen spelen.

## Carrièrestatistieken
| Seizoen                         | Club            | Land            | Competitie      | Competitie | Competitie | Beker | Beker | Internationaal | Internationaal | Overig | Overig | Totaal | Totaal |
| Seizoen                         | Club            | Land            | Competitie      | Wed.       | Dlp.       | Wed.  | Dlp.  | Wed.           | Dlp.           | Wed.   | Dlp.   | Wed.   | Dlp.   |
| ------------------------------- | --------------- | --------------- | --------------- | ---------- | ---------- | ----- | ----- | -------------- | -------------- | ------ | ------ | ------ | ------ |
| 2015/16                         | Helmond Sport   | Nederland       | Eerste divisie  | 27         | 2          | 2     | 0     | -              | -              | 0      | 0      | 29     | 2      |
| Carrière totaal                 | Carrière totaal | Carrière totaal | Carrière totaal | 27         | 2          | 2     | 0     | -              | -              | 0      | 0      | 29     | 2      |
| Bijgewerkt tot 15 augustus 2016 |                 |                 |                 |            |            |       |       |                |                |        |        |        |        |